# Carlos Rojas
Pour les articles homonymes, voir Rojas.
Carlos Rodolfo Rojas (né en 1928 au Chili et mort à une date inconnue) fut un ancien joueur de football chilien international, qui jouait au poste de milieu de terrain.

## Biographie
Il joua en club dans l'équipe du championnat chilien de l'Unión Española.
En international, il fit partie de l'effectif de l'équipe du Chili de football qui disputa la deuxième coupe du monde de son histoire, celle de 1950 au Brésil.
Lors de ce mondial, les Chiliens ne passent pas le 1er tour, sont battus 2-0 par l'Angleterre au premier match, puis 2 buts à 0 contre les Espagnols, avant de finalement s'imposer 5-2 lors de leur dernier match contre l'équipe des États-Unis (but de Robledo, triplé de Cremaschi et but de Prieto).